# Philophylla heringi
Philophylla heringi är en tvåvingeart som beskrevs av Han 1999. Philophylla heringi ingår i släktet Philophylla och familjen borrflugor.
Artens utbredningsområde är Myanmar. Inga underarter finns listade i Catalogue of Life.